# True Brew
True Brew is het achtste studioalbum van de Zweedse punkband Millencolin. Het is eerst uitgegeven op Spotify op 17 april 2015. Het album is op verschillende datums in verschillende regio's uitgekomen: 22 april in Zweden, 24 april in Australië, 27 april in de rest van Europa, en 28 april in Noord-Amerika.

## Nummers
1. "Egocentric Man" - 2:34
2. "Chameleon" - 2:58
3. "Autopilot Mode" - 2:00
4. "Bring Me Home" - 2:27
5. "Sense & Sensibility" - 2:37
6. "True Brew" - 3:22
7. "Perfection Is Boring" - 2:59
8. "Wall of Doubt" - 2:45
9. "Something I Would Die For" - 2:51
10. "Silent Suicide" - 1:20
11. "Man of 1000 Tics" - 2:52
12. "Mr. Fake Believe" - 2:36
13. "Believe in John" - 3:21

Nikola Šarčević · Mathias Färm · Fredrik Larzon · Erik Ohlsson
Albums en ep's: Use Your Nose · Skauch · Same Old Tunes · Life on a Plate · For Monkeys · Hi-8 Adventures Soundtrack · The Melancholy Collection · Pennybridge Pioneers · No Cigar · Millencolin/Midtown Split · Home from Home · Kingwood · Machine 15 · The Melancholy Connection · True Brew · SOS
Video's en dvd's: Millencolin and the Hi-8 Adventures